# Donkervoort F22

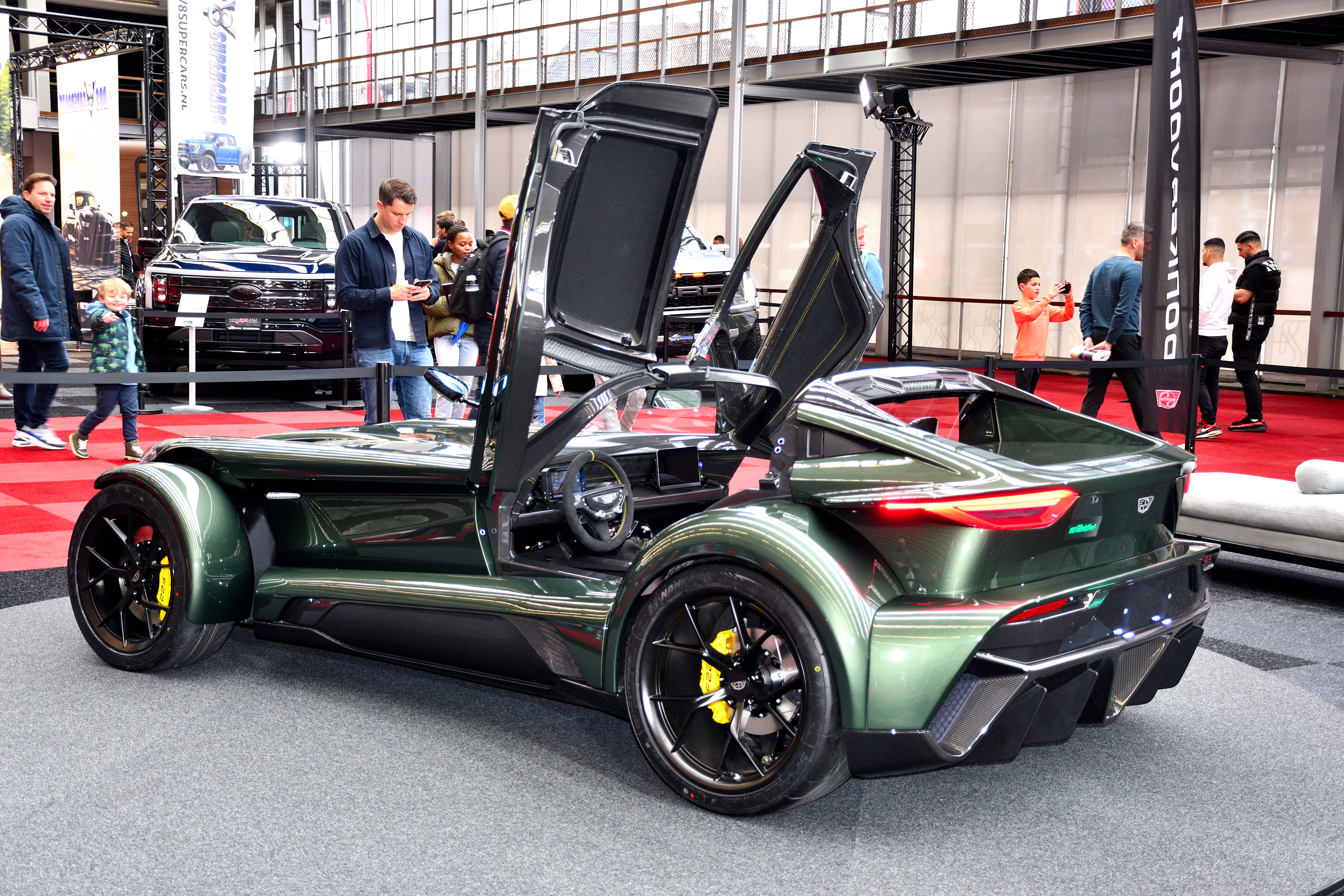
Heckansicht

Der Donkervoort F22 ist ein Sportwagen des niederländischen Automobilherstellers Donkervoort.

## Modellgeschichte
Vorgestellt wurde der Wagen im Dezember 2022. Er hat Schmetterlingstüren und ein Targadach mit zwei herausnehmbaren Platten, die im Kofferraum verstaut werden können. Er ist der etwas größere Nachfolger des Donkervoort D8 GTO, der Innenraum ist 80 mm breiter und 100 mm länger. Die Stückzahl war zunächst auf 75 Fahrzeuge limitiert. Alle waren schon bei der Vorstellung verkauft. Im März 2023 kündigte der Hersteller an, weitere 25 Exemplare bis Mitte 2025 produzieren zu wollen. Jeder F22 kann individuell von seinem Käufer gestaltet werden. Benannt ist der Sportwagen nach dem ersten Kind des Geschäftsführers Denis Donkervoort; es heißt Filippa und wurde am 22. Mai 2022 geboren.

## Technische Daten
Angetrieben wird der Wagen wie auch schon das Vorgängermodell von einem aufgeladenen 2,5-Liter-Fünfzylinder-Ottomotor (VW EA855 evo), den unter anderem Audi in verschiedenen Modellen verwendet. Im F22 leistet er 367 kW (500 PS) bei 6360/min und hat ein maximales Drehmoment von 640 Nm bei 5150/min. Auf 100 km/h beschleunigen soll das Fahrzeug in 2,5 Sekunden. Die Höchstgeschwindigkeit gibt Donkervoort mit 290 km/h an. Um Gewicht einzusparen, hat das Schaltgetriebe nur fünf Gänge. Außerdem sind gegen Aufpreis leichtere, aus Leichtmetall geschmiedete oder aus kohlenstofffaserverstärktem Kunstharz gefertigte Räder erhältlich.
Mit einer Querbeschleunigung von 2,3g stellte ein F22 im Jahr 2023 einen neuen Weltrekord für das Serienfahrzeug mit der höchsten Querbeschleunigung auf.
Weil Donkervoort den Verkauf des F22 mit dem 2,5-Liter-Motor einstellen will, präsentierte das Unternehmen im November 2024 noch das auf fünf Exemplare limitierte Sondermodell Final Five mit einer Carbon-Karosserie. Welcher Motor danach verwendet wird, ist unklar.
|                                             | F22                    |
| ------------------------------------------- | ---------------------- |
| Bauzeitraum                                 | seit 12/2022           |
| Motorkenndaten                              |                        |
| Motortyp                                    | Fünfzylinder-Ottomotor |
| Motoraufladung                              | Turbolader             |
| Hubraum                                     | 2480 cm³               |
| Verdichtungsverhältnis                      | 10 : 1                 |
| max. Leistung bei min−1                     | 367 kW (500 PS) / 6360 |
| max. Drehmoment bei min−1                   | 640 Nm / 5150          |
| Kraftübertragung                            |                        |
| Antrieb                                     | Hinterradantrieb       |
| Getriebe                                    | 5-Gang-Schaltgetriebe  |
| Messwerte                                   |                        |
| Höchstgeschwindigkeit                       | 290 km/h               |
| Beschleunigung, 0–100 km/h                  | 2,5 s                  |
| Beschleunigung, 0–200 km/h                  | 7,5 s                  |
| Leergewicht                                 | 750 kg                 |
| Kraftstoffverbrauch auf 100 km (kombiniert) | 7,1 l Super            |
| CO2-Emissionen (kombiniert)                 | 163 g/km               |
| Tankinhalt                                  | 48 l                   |